# Saint Jean-Baptiste dans le désert (Le Caravage)
Pour les articles homonymes, voir Saint Jean-Baptiste dans le désert.
Saint Jean-Baptiste dans le désert est un tableau de Caravage peint entre 1602 et 1604 et conservé au musée d'art Nelson-Atkins de Kansas City. C'est l'une des sept versions du peintre sur ce thème (certaines sont toutefois contestées quant à leur attribution).

## Historique

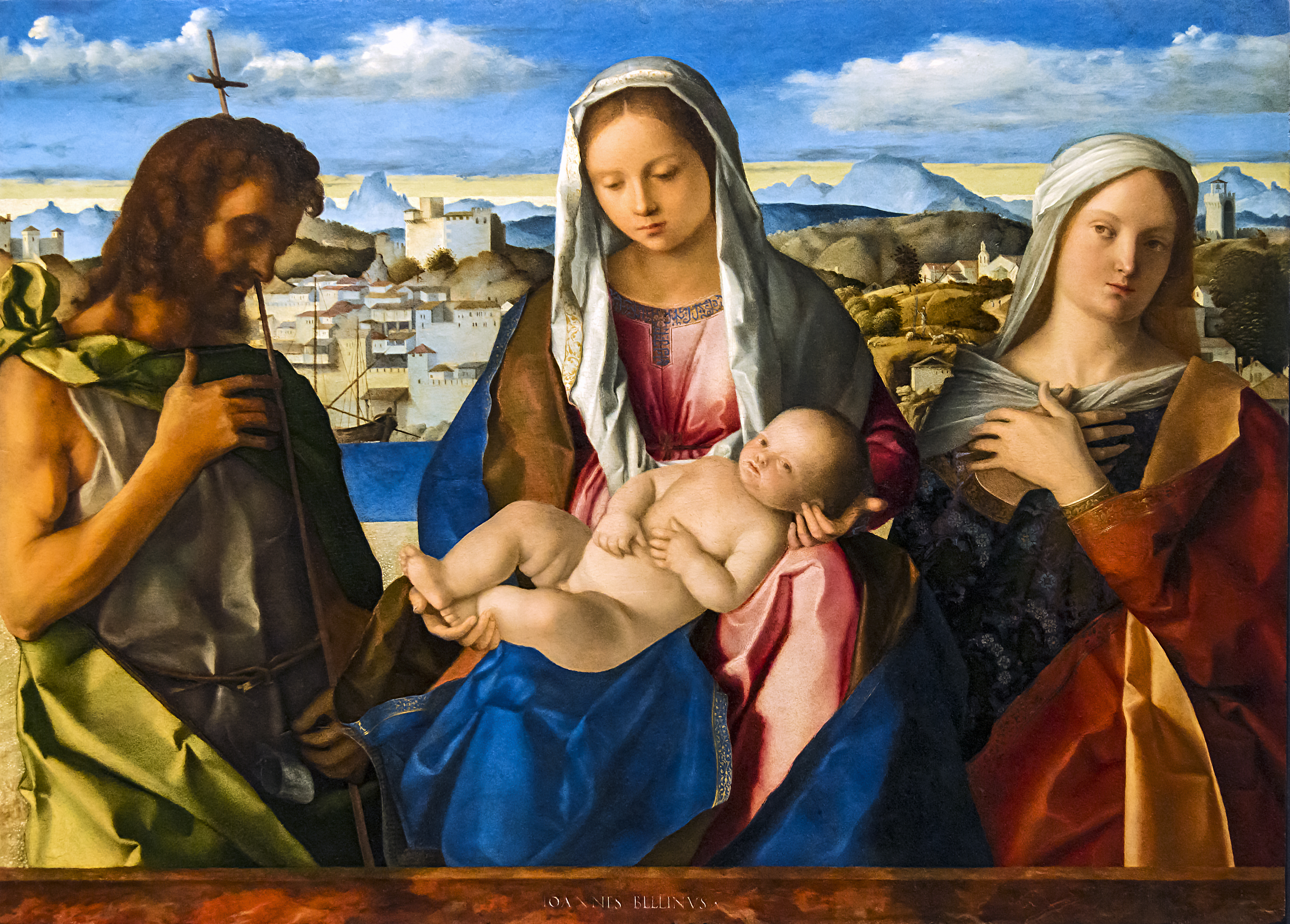
Le Jean-Baptiste de La Madone et l'Enfant de Bellini (v.1500-1504) est représenté dans un cadre conventionnel, facilement accessible et compréhensible par les spectateurs de l'époque. Par contraste, celui de Caravage 100 ans plus tard a une attitude très impénétrable.

En mai 1602, Caravage reçoit commande d'un Saint Jean-Baptiste pour Ottavio Costa, banquier du Vatican et mécène, qui possède déjà son Judith décapitant Holopherne ainsi que son Marthe et Marie-Madeleine. Costa souhaite le placer dans l'autel d'une petite chapelle située dans le fief des Costa à Cosciente (un village près d'Albenga, en Ligurie) ; mais il apprécie tant le tableau fini qu'il en fait envoyer une copie dans la chapelle et garde l'original dans sa propre collection, comme le prouve l'inventaire des biens de la famille Costa en 1693.
Sa présence n'est plus ensuite attestée qu'en 1844 dans une collection privée anglaise, et il est enfin intégré à la collection du musée Nelson-Atkins de Kansas City en 1952.
Le tableau est donc réalisé par Caravage au tout début du XVIIe siècle, alors que l'artiste réside encore à Rome ; des débats existent toutefois pour déterminer sa datation exacte, qui peut aller selon les auteurs de 1602-1603 à 1604 voire 1605.

## Description et analyse
L'auteur et essayiste Peter Robb souligne que ce troisième Jean-Baptiste constitue une sorte de reflet psychologique du premier, tous ses traits opposés en miroir : la vive lumière du matin qui baignait le premier tableau est devenue dure et presque lunaire dans ses contrastes, et les feuillages d'un vert tendre sont devenus bruns, secs et morts.
Il n'y a quasiment rien qui indique qu'il s'agit là d'une image religieuse, ni auréole, ni agneau, ni pagne de cuir : rien d'autre que la mince croix de roseau (qui renvoie à la métaphore du roseau employée par Jésus parlant de Jean-Baptiste). Le tableau est un exemple de ce que Robb appelle « la sensibilité du Caravage au drame de la présence humaine ». Cet adolescent, presque un adulte, semble ici prisonnier d'un monde intérieur connu de son seul créateur. Il s'agit là d'une conception tout à fait révolutionnaire de la figure du saint esseulé, assis, largement dépouillé de son identité narrative : comment savoir qu'il s'agit du Baptiste ? Que raconte cette scène ? Dans l'approche d'autres artistes, de Giotto à Bellini et au-delà, Jean-Baptiste était l'objet d'une narration accessible et constituait un symbole compréhensible par tous ; l'idée même qu'une œuvre puisse exprimer le sentiment d'un monde intérieur, plutôt que témoigner d'une expérience religieuse et sociale, est radicalement nouvelle.